# Vulsor isaloensis
Vulsor isaloensis là một loài nhện trong họ Ctenidae.
Loài này thuộc chi Vulsor. Vulsor isaloensis được Hirotsugu Ono miêu tả năm 1993.